# Artus Quellinus III
Artus Quellinus III, döpt 13 september 1653 i Antwerpen, död i december 1686 i London, var en flamländsk skulptör, verksam i London. Han var son till Artus Quellinus den yngre och bror till skulptören Thomas Quellinus och målaren Cornelis Quellinus.
Artus Quellinus utbildade sig hos sin far. Han gifte sig med Frances Siberechts, yngsta dotter till Jan Siberechts, och det var hon som övertygade Artus Quellinus att emigrera till London. Där samarbetade han med bland andra arkitekten Hugh May och skulptören Grinling Gibbons. Tillsammans med den senare utförde han altaruppsatsen i kapellet i Whitehall.
| - Staty av Artus Quellinus III föreställande Karl II i Guildhall i London. |